# Teatro Itaré
El Teatro Itaré de Sonsón es uno de los más destacados centros culturales de la ciudad. Fue terminado en 1963 tras la devastación causada por el sismo del 30 de julio de 1962; en el que el antiguo Teatro Municipal colapsó por completo.

## Historia
Después de los sucesos ocurridos el 30 de julio de 1962, que destruyeron más de 200 viviendas, además de emblemas de la ciudad como la Catedral de la diócesis, la capilla de Jesús Nazareno, parte de la cárcel del distrito entre otras construcciones, se conformó rápidamente una junta Pro- reconstrucción de la ciudad, que tenía por objeto “planear y ejecutar la reconstrucción material del municipio de Sonsón, su desarrollo cultural, social, económico y urbanístico”. Dentro de esta comisión, la tarea de diseñar y construir el nuevo teatro estuvo a cargo del señor José Luís Restrepo y del médico doctor Daniel Franco Henao, con diseños del erudito sonsonés Gonzalo Cadavid Uribe.
El teatro debe su nombre a la princesa Itaré, hija del cacique Sirigua, soberano de los Valles Altos de Sonsón en la época prehispánica.
La leyenda cuenta que Itaré rehusó casarse con el hijo del cacique Maitamá, en matrimonio arreglado por ambos caciques, al haberse ella enamorado del conquistador español Hernán Rodríguez de Sousa, lo que provocó la ira de los últimos, que la arrojaron a las aguas del río Aures. El nombre y diseño definitivo fueron seleccionados por una comisión conformada para el efecto, que, reunida en el Club Aventino, lo anunció el 24 de julio de 1963.
El teatro fue puesto en servicio el 1 de noviembre de 1963.
Durante más de 20 años, el teatro operó como propiedad y empresa privada, contratando con distribuidoras de cine las películas que se proyectaban en la sala. En 1988 fue adquirido por el Municipio de Sonsón recobrando su categoría de teatro municipal.

## Características
El teatro Itaré tiene características muy diferentes a las de su predecesor, está concebido para facilitar la proyección de películas por lo que su diseño responde más al de una sala de cine. Posee un pequeño hall con taquilla, y en la fachada una serie de puertas a salones laterales, y la sala de proyecciones ubicada en el segundo piso. Su aforo se distribuye en un solo nivel que desciende hasta el escenario. La caja escénica es pequeña y no tiene tramoya, una serie de cerchas, ganchos y poleas suplen las necesidades teatrales. Al lado izquierdo del escenario, se encuentra una escalera que desciende a un entrepiso que se utiliza como camerino.[cita requerida]

### Actividades
El teatro alberga anualmente el festival de teatro “Caña Brava“, y algunas representaciones del festival “Fitaves“ así como del Festival de Música Religiosa
y actividades cívicas como tomas de posesión del alcalde, entre otras.